# Théodote II de Constantinople
Théodote II de Constantinople (en grec : Θεόδοτος Β΄) fut patriarche de Constantinople de 1151/1152 à 1153/1154.

## Biographie
Le début du bref passage de Théodote II sur le trône patriarcal oscille entre mars-avril 1151 et avril 1152, et sa mort, entre octobre 1153 et octobre 1154. Dans ce contexte imprécis, on peut donc dire que Théodote II a commencé son patriarcat après mars ou avril 1151 et fini avant octobre 1154.